# Joe Jordan
Joseph "Joe" Jordan fou un destacat futbolista escocès dels anys 70 i 80. Va néixer el 15 de desembre de 1951 a Carluke. Jugava de davanter centre. Jordan començà a jugar a una lliga menor amb el Blantyre Victoria F.C. a l'edat de 15 anys. Posteriorment fitxà pel Greenock Morton, abans de ser traspassat al Leeds United per £15.000 el 1970. Amb el Leeds jugà durant vuit temporades, on disputà 135 partits de lliga i marcà 39 gols, abans de ser traspassat al Manchester United FC per £350.000 lliures. El 1981 fitxà per l'AC Milan, acabant la seva carrera al Hellas Verona, Southampton FC i Bristol City.
El 1973 debutà amb la selecció de futbol d'Escòcia on jugà fins al 1982. Amb la selecció disputà tres edicions de la Copa del Món (1974, 1978 i 1982), marcant en les tres fases finals. En total disputà 52 partits i marcà 10 gols. Un cop retirat començà la seva carrera com a entrenador.

## Trajectòria esportiva
Com a jugador
- Blantyre Victoria FC: 1966-1967
- Greenock Morton: 1968-1970, 10 partits, 2 gols
- Leeds United: 1970-1978, 157 partits, 35 gols
- Manchester United FC: 1978-1981, 109 partits, 37 gols
- AC Milan: 1981-1983, 52 partits, 12 gols
- Hellas Verona: 1983-1984, 12 partits, 1 gols
- Southampton FC: 1984-1987, 58 partits, 12 gols
- Bristol City: 1987-1989, 57 partits, 8 gols

Com a entrenador
- Bristol City: 1988-1990
- Heart of Midlothian: 1990-1993
- Stoke City: 1993-1994
- Bristol City: 1994-1997
- Portsmouth FC: 2005

## Estadístiques com a entrenador
| Equip               | Nac. | De                  | A                  | Rècord | Rècord | Rècord | Rècord | Rècord |
| Equip               | Nac. | De                  | A                  | PJ     | PG     | PP     | PE     | %      |
| ------------------- | ---- | ------------------- | ------------------ | ------ | ------ | ------ | ------ | ------ |
| Bristol City FC     |      | 16 de març 1988     | 1 de setembre 1990 | 134    | 68     | 36     | 30     | 50.74  |
| Heart of Midlothian |      | 10 de setembre 1990 | 3 de maig 1993     | 143    | 69     | 31     | 43     | 48.25  |
| Stoke City FC       |      | 10 de novembre 1993 | 8 de setembre 1994 | 40     | 13     | 14     | 13     | 32.50  |
| Bristol City FC     |      | 15 de novembre 1994 | 24 de març 1997    | 130    | 42     | 51     | 37     | 32.30  |
| Portsmouth FC       |      | 24 de novembre 2005 | 7 de desembre 2005 | 2      | 0      | 2      | 0      | 00.00  |